# شهرداری آوتسه
شهرداری آوتسه (به لاتین: Auce Municipality) یک شهرداری در کشور لتونی است. شهرداری آوتسه ۸٬۷۷۲ نفر جمعیت دارد.